# Eduardo Acevedo Díaz

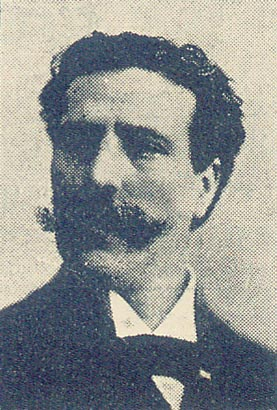
Eduardo Acevedo Díaz

Eduardo Acevedo Díaz (* 20. April 1851 in Montevideo; † 18. Juni 1921 in Buenos Aires, Argentinien) war ein uruguayischer Schriftsteller und Politiker.

## Leben
Eduardo Acevedo Díaz studierte in der uruguayischen Hauptstadt Montevideo und wurde ebenda zunächst politisch aktiv.
Acevedo Díaz nahm an der Revolución Blanca und der Revolución Tricolor teil und unterstützte die politischen Ansichten der konservativen uruguayischen Partido Nacional. Ab dem 17. August 1906 war er uruguayischer Botschafter in Argentinien. In diesem Amt folgte ihm am 7. August 1908 Gonzalo Ramírez nach.
Seine literarischen Werke waren durch den zu Lebenszeiten von Acevedo Díaz vorherrschenden Naturalismus und Realismus in Lateinamerika geprägt, wurzeln jedoch noch in der literarischen Romantik. Eduardo Acevedo Díaz erachtet man in seiner Heimat Uruguay als ersten uruguayischen von (historischen) Romanen.

## Werke
- Brenda
- Ismael (historischer Roman)
- Nativa (historischer Roman)
- La boca del tigre
- La novela histórica
- Etnología indígena
- Grito de gloria (historischer Roman)
- Soledad
- Minés
- Lanza y sable (historischer Roman)

## Erzählungen
- Un sepulcro en los bosques
- El primer suplicio
- El combate de la tapera, Buenos Aires 1892
- Desde el tronco de un ombú

## Stücke
- Carta política
- La civilización americana. Ensayos históricos
- La última palabra del proscrito
- Épocas militares en el Río de la Plata
- libro del pequeño ciudadano